# Aleksandr Tvardovskij

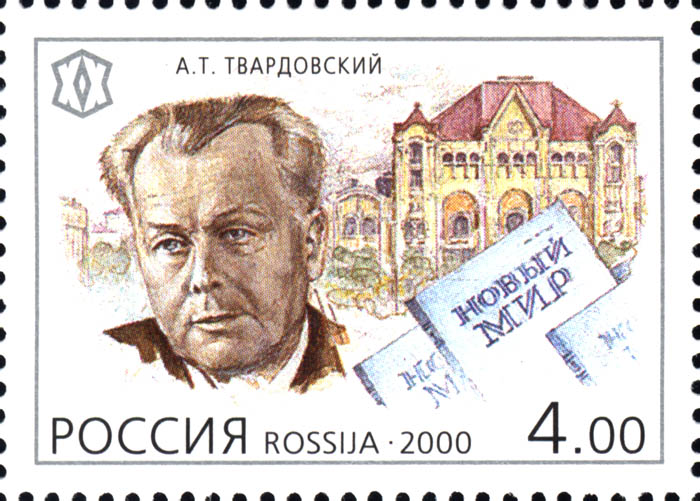
Aleksandr Tvardovskij avbildad på ett ryskt frimärke år 2000.

Aleksandr Tvardovskij, född 8 juni 1910 i Zagorye, Guvernementet Smolensk, död 18 december 1971 i Moskva, var en sovjetisk poet och författare.
Tvardovskij har kanske främst gått till eftervärlden som den som fick Solzjenitsyns bok En dag i Ivan Denisovitj liv publicerad i Novyj Mir och den som först fick läsa romanerna Första kretsen och Cancerkliniken.
Hela Solzjenitsyns memoarer En kalv med eken stångades utgör egentligen en flera hundra sidor lång beskrivning av samarbetet med Tvardovskij; hans person, hans värderingar och bedömningar. De hade under åren många gräl och tvister men nådde inför Tvardovskijs död till slut fram till att ”…samförstånd om att allt var förlåtet. Om att ingenting illa hänt. Varken oförrätter eller gräl”. 
De tre polerna - Solzjenitsyn, Censuren och Tvardovskij på Novyj Mir står i centrum för hela boken. Solzjenitsyn ville publicera sina verk, Censuren vill ej ge sitt medgivande medan Tvardovskij ser att Solzjenitsyn är en begåvning som borde publiceras fastän med strykningar, borttagande av kapitel och rättningar i texten. Även inne på redaktionen fanns ju censurens ombud. Det var en balansakt på styv lina, en konstakt för att tidskriften överhuvudtaget skulle kunna få komma ut.
Tvardovskij som person beskrivs utförligt i memoarerna med sin alkoholism, sitt svårmod och skiftande temperament samt sin beslutsångest inför hur han skulle kunna få censuren att gå med på publiceringar. Som han själv uttryckte det: ”Åå-nej jag är inte den som åker spårvagn utan biljett”. Han inväntade censurens beslut.
Vid hans begravning släpptes Solzjenitsyn fram till kistan ”endast därför att hans hustru ville det (hon gjorde det på egen risk eftersom hon visste att hon uttryckte den dödes vilja)”. Solzjenitsyn lämnade sitt kända avskedsord till samizdat: ”Det finns många sätt att döda en poet. För Tvardovskijs del valde man att beröva honom hans verk - hans lidelse - hans tidskrift”. 
Solzjenitsyn anför att Tvardovskij var suppleant i centralkommittén och deputerad i Högsta Sovjet.

## Biografi
Tvardovskij föddes i en rysk familj i Zagorye i Guvernementet Smolensk, där de bodde på en gård som hans far hade köpt i omgångar från "bondejordbanken" (Krestyanskaya zemen bank). Tvardovskijs far, som var son till en jordlös soldat, var smed till yrket. Gården var belägen på dålig mark, men fadern var stolt över vad han hade förvärvat genom år av hårt arbete.
Tvardovskij far var en beläst och intelligent man som ofta läste för Aleksandr och resten av familjen. Från tidig ålder blev Aleksandr bekant med verk av Aleksandr Pusjkin, Nikolaj Gogol, Michail Lermontov, Nikolaj Nekrasov och andra. Han började skriva poesi redan som mycket ung. Vid 13 års ålder visade han några av sina dikter för en ung lärare, som gav honom vilseledande kritik och sade till honom att poesi ska skrivas så obegripligt som möjligt. Hans första publicerade dikt var "A New Hut", som trycktes i tidningen Smolenskaya Derevnya. Efter publiceringen samlade han sina dikter och visade dem för poeten Michail Isakovsky. Tvardovskij bekräftade senare Isakovskys inflytande och sade att denne hade varit den enda sovjetiska poeten som haft en positiv effekt på honom.
Tvardovskij lämnade byskolan på grund av fattigdom efter bara fyra klasser och ägnade sig helt åt litteraturen. Vid 18 års ålder flyttade han till Smolensk, men lyckades inte hitta litterärt arbete. Under vintern 1930, efter att ha besökt Moskva, återvände han till sin hemby. Under denna period studerade han vid ett pedagogiskt institutet med hjälp av en partifunktionär, men avslutade inte sina studier där. Han avslutade sin utbildning senare vid Institutet för historia, filosofi och litteratur i Moskva. Hans dikt Landet Muravia skrevs 1934–1936 och fick ett positivt mottagande av kritikerna. Denna dikt, tillsammans med hans andra tidiga berättande dikt Vägen till socialismen (1931), var produkter av Tvardovskijs försök att komma till rätta med kollektiviseringen i landet. Han tilldelades Stalin-priset för Landet Muravia.
År 1939 deltog han i marschen i västra Vitryssland, och i vinterkriget, där han var en del av en "författarbrigad" som skrev patriotisk vers. Han anslöt sig till Sovjetunionens kommunistiska parti 1940 och var krigskorrespondent under andra världskriget. Tidigt under kriget började han arbeta på sin dikt Vasili Tyorkin.
Under efterkrigstiden tjänstgjorde han som chefredaktör för Novyj mir, en inflytelserik litterär tidskrift, och blev tidningens chefredaktör 1949. Han avskedades från sin tjänst 1954 efter publicering av officiellt oacceptabla artiklar av V. Pomerantsev, Fjodor Abramov och M. Shcheglov, men återkom på posten i juli 1958.
År 1963 publicerade Tvardovskij en kort satirisk dikt med titeln "Tyorkin i den andra världen", där Tyorkin får reda på att helvetet är väldigt lik vardagen i Sovjetunionen. År 1970 avgick Tvardovskij från Novy Mir, trots detta tilldelades han röda fanans orden "för tjänster i utvecklingen av Sovjetisk poesi" samma år, och statens litteraturpris år 1971 i Moskva. Han försökte göra tidskriften till ett forum för progressiv litterär verksamhet av flera slag; prosa och poesi, inhemska och utländska författare, skönlitteratur och dokument. Under Tvardovskij publicerades nästan samtliga verk i avstaliniseringsdiskussionen. 

## Hedersbetygelser
Tvardovskij tilldelades:
- Stalin-priset (1941, 1946, 1947)
- Sovjetunionens statliga pris (1971)
- Leninpriset (1961)
- Asteroiden 3261 Tvardovskij, som upptäcktes av den sovjetiska astronomen Nikolaj Tjernych, 1979 är uppkallad efter honom[9].